# Яровое (Бурынский район)
Яровое (укр. Ярове) — село,
Хустянковский сельский совет,
Бурынский район,
Сумская область,
Украина.
Код КОАТУУ — 5920987905. Население по переписи 2001 года составляло 222 человека .

## Географическое положение
Село Яровое находится у истоков рек Ромен и Терн.
Примыкает к селу Хустянка.
По селу протекает пересыхающий ручей с запрудой.